# ایلز (گروه موسیقی)
ایلز (به انگلیسی: غالباً به عنوان Eels یا EELS) یک گروه راک آمریکایی است که در سال ۱۹۹۱ توسط خواننده- ترانه‌سرا و سازنده چند ساز ،مارک اولیور اورت - شناخته شده با نام هنری E. - در لس آنجلس، کالیفرنیا تشکیل شد. اعضای گروه در طول سالها (چه در صحنه و چه در استودیو) تغییر کرده‌اند، و اورت به عنوان تنها عضو رسمی و ثابت در بیشتر کارهای گروه به حساب می‌آید. از سال ۱۹۹۶، ایلز سیزده آلبوم استودیویی را منتشر کرده‌است که هفت آلبوم از آنها در بیلبورد ۲۰۰ قرار گرفتند.
موسیقی Eels اغلب با موضوعاتی دربارهٔ خانواده، مرگ و عشق غیرقابل جبران توصیف می‌شود.

## تاریخچه گروه

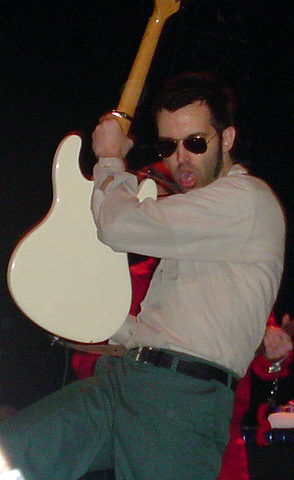
گروه موسیقی

در سال۱۹۹۱، اورت با Polydor قراردادی امضا کرد و یک سال بعد «مردی به نام E» را با نام هنری E منتشر کرد. تک آهنگ «سلام بی رحمانه جهان» با موفقیت جزئی همراه بود. در تور پشتیبانی آلبوم، E برای Tori Amos افتتاح شد.
ایلز با ملاقات بوچ و ای با تامی والتر، رسماً تأسیس شد. نام "Eels" به این دلیل انتخاب شد که رکوردهای گروه به ترتیب حروف الفبا به رکوردهای انفرادی E نزدیک شود، اگرچه خیلی دیر بود که فهمیدند تعداد زیادی نسخه "Eagle"و "Earth" ," Wind" و "Fire" در این بین قرار دارند! ایلز یکی از اولین گروه‌هایی بود که با دریم ورکس قرارداد ضبط امضا کرد و پس از آن الویت اسمیت با این کمپانی قرارداد بست.

## اعضا
اعضای این گروه هرکدام با لقب‌هایی شناخته می‌شوند.
- مارک الیور اورت معروف به 'E'
- جف لیستر معروف به 'The Chet'
- کلی لوگسدون معروف به 'Murder Koool G'
- مایک ساویتسکه معروف به 'P-Boo'
- درک براون معروف به 'Knuckles'
- آلن هانتر معروف به 'Big/Krazy/Tiny/Honest/Upright/Royal Al'

## ترانه‌شناسی

### آلبوم‌های استودیویی
تحت عنوان E:
- مردی به نام ای (به انگلیسی :A Man Called E)؛ ۱۹۹۲
- فروشگاه اسباب بازی‌های شکسته (به انگلیسی: Broken Toy Shop) ؛۱۹۹۳

تحت عنوان ایلز:
- Beautiful Freak (۱۹۹۶)
- Electro-Shock Blues (۱۹۹۸)
- Daisies of the Galaxy (۲۰۰۰)
- Souljacker (۲۰۰۱)
- Shootenanny! (۲۰۰۳)

Blinking Lights and Other
- Revelations (۲۰۰۵)
- Hombre Lobo (۲۰۰۹)
- End Times (۲۰۱۰)
- Tomorrow Morning (۲۰۱۰)
- Wonderful, Glorious (2013)

The Cautionary Tales of Mark
- Oliver Everett (۲۰۱۴)
- The Deconstruction (۲۰۱۸)
- Earth to Dora (۲۰۲۰)